# Tarvos (måne)
Tarvos er en af planeten Saturns måner: Den blev opdaget den 23. september 2000 af et hold astronomer under ledelse af John J. Kavelaars, og fik lige efter opdagelsen den midlertidige betegnelse S/2004 S 4. Senere har den Internationale Astronomiske Union vedtaget at opkalde den efter guden Tarvos fra den keltiske mytologi. Månen Tarvos kendes desuden også under betegnelsen Saturn XXI.
Tarvos har en forholdsvis høj massefylde sammenlignet med andre af Saturns måner, og man formoder at den består af en blanding af vand-is og klippemateriale. Månen har en temmelig mørk overflade, der kun reflekterer 6 % af det lys der falder på den.
| Astronomi | Spire Denne artikel om astronomi er en spire som bør udbygges. Du er velkommen til at hjælpe Wikipedia ved at udvide den. |